# Edgar Charles Polomé
Edgar Charles Polomé, född den 31 juli 1920, död den 11 mars 2000, var en belgiskfödd amerikansk språk- och religionsforskare.
Polomé studerade vid Université Libre de Bruxelles från 1938 med inriktning på germansk filologi. 
År 1945 anslöt han sig till USA:s armé som tolk i Eschwege i det ockuperade Tyskland. 
Efter kriget avslutade han sin doktorsavhandling i Bryssels 1949.
Polomé blev professor i jämförande religions- och språkvetenskap vid University of Texas 1960. 